# Окули, Окелло
Окелло Окули (англ. Okello Oculi; 1 января 1942, Доколо, Северная область — 26 июля 2025) — угандийский писатель, поэт и летописец жизни африканских деревень. Он является частным политическим и социальным консультантом, работающим в Абудже, Нигерия. До этого он занимал должность профессора социальных и экономических исследований в Университете Ахмаду Белло в Зариа, Нигерия.

## Ранние годы
Он родился в 1942 году в округе Доколо на севере Уганды, когда этот округ ещё был частью округа Лира.

## Образование
Он получил образование в колледже Сороти в Сороти и колледже Святого Петра в Тороро, оба в Восточной Уганде. Затем он поступил в колледж Святой Марии в Кисуби, чтобы получить образование уровня A (A-Level education (S5 — S6)). Он поступил в Университет Макерере, старейший университет Уганды, где изучал политологию и окончил его в 1967 году, получив степень бакалавра гуманитарных наук в области политологии. Во время обучения в бакалавриате в Макерере он провёл один год, с 1964 по 1965 год, в качестве студента по обмену в Стэнфордском университете в Пало-Альто, Калифорния, США. В 1968 году он получил степень магистра искусств (МА) в Университете Эссекса в Соединённом Королевстве. Степень доктора философии (PhD) он получил в 1972 году в Университете Висконсина в Мэдисоне, штат Висконсин, США.

## Литературное творчество
Его произведения наполнены подлинными отрывками разговоров, пословицами и народной мудростью. Его поэзия, как и поэзия Окота п’Битека и Джозефа Буруги, стремится восстановить культурное наследие Африки, критикуя иностранные влияния в Восточной Африке.

## Избранная библиография
- Prostitute (1968)
- Orphan (1968)
- Kanti Riti (1974)
- Malak: An African Political Poem (1976)
- Kookolem (1978)
- Health Problems in Rural and Uurban Africa (1981)
- Nigerian Alternatives (1987)
- Political Economy of Malnutrition (1987)
- Song for the Sun in Us (Poets of Africa; 2000)
- Discourses on Africa Affairs: Directions and Destinies for the 20th Century (2000)
- Song for the Sun in Us  (2000)
- Discourses on African Affairs: Directions and Destinies For the 21st Century (1999)
- Political Economy of Malnutrition  (1987)
- Kookolem (1976)
- Malak: An African Political Poem (1976)
- Imperialism, Settlers and Capitalism in Kenya (1975)
- Kanta Riti (1972)
- Orphan (1968) (драматизированная поэзия)